# Valerio Mastandrea
Valerio Marco Massimo Maria Mastandrea (Roma, 14 febbraio 1972) è un attore e regista italiano.
Per le sue interpretazioni è stato candidato dodici volte ai David di Donatello (più una candidatura per il miglior produttore), vincendo per quattro volte il premio, per i film La prima cosa bella, Gli equilibristi, Viva la libertà e Fiore.

## Biografia
Diventa noto al pubblico televisivo per la sua partecipazione a una serie di puntate del Maurizio Costanzo Show e di Quelli che... il calcio. Dopo aver debuttato nel 1993 in teatro, approda quasi per caso alla carriera cinematografica con Ladri di cinema (1994), film diretto da Piero Natoli. Nel 1995 diventa popolare a livello nazionale per la sua interpretazione nel ruolo di Tarcisio, nel film Palermo Milano - Solo andata del regista Claudio Fragasso. Nello stesso anno per la sua interpretazione in Tutti giù per terra del regista Davide Ferrario, riceve la Grolla d'oro al miglior attore e il Pardo al Festival di Locarno. Ancora nel 1996 affianca l'allora esordiente Barbora Bobuľová nel film televisivo Infiltrato e Nancy Brilli in Bruno aspetta in macchina. Ottimo riscontro di pubblico riceve, tra il 1998 e il 2000, grazie all'interpretazione di Rugantino nell'omonima commedia musicale di Garinei e Giovannini, che viene replicata per due stagioni, ogni sera con il tutto esaurito. Nel 2001 prende parte al film Domani, con Ornella Muti.
Nel 2005 esordisce alla regia con il cortometraggio Trevirgolaottantasette, su soggetto di Daniele Vicari e sceneggiatura di Vicari e dello stesso Mastandrea. Il corto parla del problema delle cosiddette morti bianche in Italia, ovvero dei morti sul lavoro. Il titolo (3,87) è la media delle persone che in Italia muore sul lavoro ogni giorno. Nel 2006 affianca Cecilia Dazzi nel cortometraggio Sotto le foglie. Nel 2007 ha partecipato ad una puntata di Buona la prima!, con Ale e Franz. Nello stesso anno è protagonista del film Non pensarci, nel ruolo del musicista Stefano Nardini per la regia di Gianni Zanasi. Nel 2008 affianca Luisa Ranieri nel cortometraggio Basette. Nel 2009 torna a ricoprire lo stesso ruolo nel serial tratto dal film, in onda sul canale satellitare Fox. Nel 2010 è il figlio della protagonista Anna, interpretata da Stefania Sandrelli, nel film di Paolo Virzì La prima cosa bella, per il quale vince il David di Donatello come miglior attore. Sempre nello stesso anno esce nelle sale italiane il musical di Rob Marshall Nine, produzione hollywoodiana, con Daniel Day-Lewis, Nicole Kidman e Penélope Cruz, nella quale recita nel ruolo di De Rossi. Sempre nel 2010 firma, insieme a Francesco Abate, il romanzo Chiedo scusa (Einaudi), con lo pseudonimo di Saverio Mastrofranco.
Nel 2011 ha recitato nei film Cose dell'altro mondo e Ruggine. Nel 2013 vince inoltre il David di Donatello per il miglior attore protagonista per il film Gli equilibristi e il David di Donatello per il miglior attore non protagonista per il film Viva la libertà. È stato il più noto lettore di recinzioni (ironiche recensioni cinematografiche in romanesco di film celebri e contemporanei) del "fantomatico" critico cinematografico Johnny Palomba, andate in onda nell'edizione 2009-2010 della trasmissione di Rai 3 Parla con me, condotta da Serena Dandini. È un tifoso della Roma e, sul tema, ha composto una poesia (più volte recitata in pubblico) dal titolo L'antiromanismo spiegato a mio figlio. Nel 2013 Mastandrea ha scritto insieme a Zerocalcare la sceneggiatura per il film La profezia dell'armadillo, tratto dall'omonimo fumetto dello stesso Zerocalcare.
Nel 2014 esce postumo l'ultimo film di Carlo Mazzacurati, La sedia della felicità, in cui l'attore recita al fianco di Isabella Ragonese. In seguito si occupa dell'amico Claudio Caligari sostenendo la produzione, e in seguito concludendone il montaggio dopo la morte nel maggio 2015, del film Non essere cattivo. Il film presentato fuori concorso alla 72ª Mostra internazionale d'arte cinematografica di Venezia viene in seguito designato come film rappresentante il cinema italiano nella categoria Oscar al miglior film straniero agli Oscar 2016. Nello stesso anno esce nelle sale cinematografiche La felicità è un sistema complesso, film candidato al David di Donatello e al Ciak D'Oro per migliore attore non protagonista e presentato in anteprima al 33° Torino Film Festival, edizione in cui Mastandrea è presidente di giuria del concorso principale. Nel 2021 interpreta il padre della giovane protagonista interpretata da Aurora Giovinazzo in Anni da cane.
Fa parte del comitato scientifico della Scuola d'arte cinematografica Gian Maria Volonté, una scuola pubblica e gratuita, istituita dalla provincia di Roma nel 2011, che rappresenta oggi un polo formativo di riconosciuta eccellenza per le professioni del cinema.
Dal 2021 interpreta l'ispettore Ginko nel film Diabolik, al fianco di Luca Marinelli e Miriam Leone, e nei suoi seguiti: Ginko all'attacco! e Chi sei ? in cui il protagonista è invece interpretato da Giacomo Gianniotti.

## Vita privata
È stato fidanzato con l'attrice Paola Cortellesi, con cui è rimasto in ottimi rapporti, tanto che dal 2008 dirigono insieme "Il Quarticciolo", un piccolo teatro nella periferia di Roma.
Da Valentina Avenia, autrice televisiva e attrice, il 3 marzo 2010 ha avuto un figlio, Giordano. Dal 2016 ha una nuova compagna, l'attrice Chiara Martegiani, dalla quale nel 2021 ha avuto il figlio Ercole. Ha una sorella ed è tifoso della Roma. Il primo sport, praticato dall'attore in parrocchia da quando aveva sei anni, fu la pallacanestro, gioco del quale è rimasto appassionato.

## Filmografia

### Attore

#### Cinema
- Ladri di cinema, regia di Piero Natoli (1994)
- Cronaca di un amore violato, regia di Giacomo Battiato (1995)
- Cuore cattivo, regia di Umberto Marino (1995)
- L'anno prossimo vado a letto alle dieci, regia di Angelo Orlando (1995)
- Palermo Milano - Solo andata, regia di Claudio Fragasso (1995)
- Bruno aspetta in macchina, regia di Duccio Camerini (1996)
- Cresceranno i carciofi a Mimongo, regia di Fulvio Ottaviano (1996)
- Un inverno freddo freddo, regia di Roberto Cimpanelli (1996)
- La classe non è acqua, regia di Cecilia Calvi (1997)
- Tutti giù per terra, regia di Davide Ferrario (1997)
- Stressati, regia di Mauro Cappelloni (1997)
- In barca a vela contromano, regia di Stefano Reali (1997)
- Viola bacia tutti, regia di Giovanni Veronesi (1997)
- Abbiamo solo fatto l'amore, regia di Fulvio Ottaviano (1998)
- L'odore della notte, regia di Claudio Caligari (1998)
- Barbara, regia di Angelo Orlando (1998)
- Asini, regia di Antonello Grimaldi (1999)
- La carbonara, regia di Luigi Magni (2000)
- Zora la vampira, regia dei Manetti Bros. (2000)
- Domani, regia di Francesca Archibugi (2000)
- Sole negli occhi, regia di Andrea Porporati (2001)
- Nido di vespe (Nid de guêpes), regia di Florent Emilio Siri (2002)
- Ultimo stadio, regia di Ivano De Matteo (2002)
- Velocità massima, regia di Daniele Vicari (2002)
- Gente di Roma, regia di Ettore Scola (2003)
- Il siero della vanità, regia di Alex Infascelli (2004)
- Lavorare con lentezza, regia di Guido Chiesa (2004)
- L'orizzonte degli eventi, regia di Daniele Vicari (2005)
- Nessun messaggio in segreteria, regia di Luca Miniero e Paolo Genovese (2005)
- Amatemi, regia di Renato De Maria (2005)
- Piano 17, regia dei Manetti Bros. (2005)
- Il caimano, regia di Nanni Moretti (2006)
- AD Project, regia di Eros Puglielli (2006)
- Il terzo portiere, episodio di 4-4-2 - Il gioco più bello del mondo, regia di Roan Johnson (2006)
- N (Io e Napoleone), regia di Paolo Virzì (2006)
- Last Minute Marocco, regia di Francesco Falaschi (2007)
- Notturno bus, regia di Davide Marengo (2007)
- Non pensarci, regia di Gianni Zanasi (2007)
- Tutta la vita davanti, regia di Paolo Virzì (2008)
- Chi nasce tondo..., regia di Alessandro Valori (2008)
- Un giorno perfetto, regia di Ferzan Özpetek (2008)
- Giulia non esce la sera, regia di Giuseppe Piccioni (2009)
- Good Morning Aman, regia di Claudio Noce (2009)
- Nine, regia di Rob Marshall (2009)
- La prima cosa bella, regia di Paolo Virzì (2010)
- Tutti al mare, regia di Matteo Cerami (2011)
- Cose dell'altro mondo, regia di Francesco Patierno (2011)
- Ruggine, regia di Daniele Gaglianone (2011)
- Romanzo di una strage, regia di Marco Tullio Giordana (2012)
- Padroni di casa, regia di Edoardo Gabbriellini (2012)
- Gli equilibristi, regia di Ivano De Matteo (2012)
- Il comandante e la cicogna, regia di Silvio Soldini (2012)
- Viva la libertà, regia di Roberto Andò (2013)
- La mia classe, regia di Daniele Gaglianone (2013)
- La sedia della felicità, regia di Carlo Mazzacurati (2013)
- Pasolini, regia di Abel Ferrara (2014)
- Meredith - The Face of an Angel (The Face of an Angel), regia di Michael Winterbottom (2014)
- Ogni maledetto Natale, regia di Giacomo Ciarrapico, Mattia Torre e Luca Vendruscolo (2014)
- La felicità è un sistema complesso, regia di Gianni Zanasi (2015)
- Perfetti sconosciuti, regia di Paolo Genovese (2016)
- Fai bei sogni, regia di Marco Bellocchio (2016)
- Fiore, regia di Claudio Giovannesi (2016)
- The Place, regia di Paolo Genovese (2017)
- Tito e gli alieni, regia di Paola Randi (2018)
- Euforia, regia di Valeria Golino (2018)
- Detective per caso, regia di Giorgio Romano (2018)
- Moschettieri del re - La penultima missione, regia di Giovanni Veronesi (2018)
- Domani è un altro giorno, regia di Simone Spada (2019)
- Il grande salto, regia di Giorgio Tirabassi (2019)
- Figli, regia di Giuseppe Bonito (2020)
- Gli infedeli, regia di Stefano Mordini (2020)
- Tutti per 1 - 1 per tutti, regia di Giovanni Veronesi (2020)
- La terra dei figli, regia di Claudio Cupellini (2021)
- Zeros and Ones, regia di Abel Ferrara (2021)
- Anni da cane, regia di Fabio Mollo (2021) – amichevole partecipazione
- Diabolik, regia dei Manetti Bros. (2021)
- Il pataffio, regia di Francesco Lagi (2022)
- Siccità, regia di Paolo Virzì (2022)
- Diabolik - Ginko all'attacco!, regia dei Manetti Bros. (2022)
- Il primo giorno della mia vita, regia di Paolo Genovese (2023)
- C'è ancora domani, regia di Paola Cortellesi (2023)
- Diabolik - Chi sei?, regia dei Manetti Bros. (2023)
- Adagio, regia di Stefano Sollima (2023)
- Troppo azzurro, regia di Filippo Barbagallo (2024)
- Volontè - L'uomo dai mille volti, regia di Francesco Zippel (2024)
- Nonostante, regia di Valerio Mastandrea (2025)
- Cinque secondi, regia di Paolo Virzì (2025)

#### Televisione
- Infiltrato, regia di Claudio Sestieri – film TV (1996)
- I ragazzi del muretto – serie TV, episodio 3x03 (1996)
- Da cosa nasce cosa, regia di Andrea Manni – film TV (1997)
- Gli insoliti ignoti, regia di Antonello Grimaldi – film TV (2003)
- Ladri ma non troppo, regia di Antonello Grimaldi – film TV (2003)
- Cefalonia, regia di Riccardo Milani – miniserie TV, 2 puntate (2005)
- Buttafuori – serie TV, 8 episodi (2006)
- Boris – serie TV, episodio 1x12 (2007)
- Non pensarci - La serie – serie TV, 12 episodi (2009)
- Tutti pazzi per amore – serie TV, episodio 2x20 (2010)
- La linea verticale – serie TV, 8 episodi (2018)
- La Storia – serie TV (2024)
- Antonia – serie TV (2024)

#### Cortometraggi
- Mirko e Caterina, regia di Cecilia Calvi (1995)
- Margherita, regia di Claudio Carafoli (1995)
- La lettera, regia di Dario Migliardi (1997)
- La verità, regia di Chiara Cremaschi (1998)
- Fede cieca, regia di Stefano Coletta (2001)
- Playgirl, regia di Fabio Tagliavia (2002)
- Giulietta della spazzatura, regia di Paola Randi (2003)
- Il ragno la mosca, regia di Emanuele Scaringi (2005)
- Sotto le foglie, regia di Stefano Chiodini (2006)
- Basette, regia di Gabriele Mainetti (2008)
- Vai col liscio, regia di Pier Paolo Paganelli (2012)
- Caserta Palace Dream, regia di James McTeigue (2014)

#### Video musicali
- Supercafone – Piotta (1999)
- La descrizione di un attimo – Tiromancino (2001)
- Due destini – Tiromancino (2001)
- Bada – Flaminio Maphia (2001)
- Satisfaction – Filippo Graziani (2006)
- Gino e l'Alfetta - Daniele Silvestri (2007)

### Doppiatore

#### Cinema
- Nessuno mi può giudicare, regia di Massimiliano Bruno (2011)
- Il ribelle, regia di Giancarlo Bocchi – documentario (2011)
- Tormenti - Film disegnato, regia di Filiberto Scarpelli (2011)
- Lumière! La scoperta del cinema, regia di Thierry Frémaux (2016)
- Lumière - L'avventura del cinema, regia di Thierry Frémaux (2024)

#### Televisione
- Strappare lungo i bordi – serie TV, 6 episodi (2021)
- Questo mondo non mi renderà cattivo – serie TV, 6 episodi (2023)

### Sceneggiatore
- Trevirgolaottantasette, regia di Valerio Mastandrea – cortometraggio (2005)
- Chi nasce tondo..., regia di Alessandro Valori (2008)
- Padroni di casa, regia di Edoardo Gabbriellini (2012)
- La profezia dell'armadillo, regia di Emanuele Scaringi (2018)
- Ride, regia di Valerio Mastandrea (2018)

### Regista

#### Cinema
- Trevirgolaottantasette – cortometraggio (2005)
- Ride (2018)
- Nonostante (2024)

#### Video musicali
- Supercafone – Piotta (1999)
- A bocca chiusa – Daniele Silvestri (2013)
- Scusate se non piango – Daniele Silvestri (2019)

### Produttore
- Trevirgolaottantasette, regia di Valerio Mastandrea – cortometraggio (2005)
- Non essere cattivo, regia di Claudio Caligari (2015)

## Teatro
- La luna e l'asteroide, di Vera Gemma e Valerio Mastandrea, regia di Luciano Curreli (1995)
- Rugantino, regia di Pietro Garinei
- Migliore, testo e regia di Mattia Torre – Monologo
- Qui e ora, regia di Mattia Torre

## Programmi televisivi
- Dinner Club (Prime Video, 2021)

## Audiolibri
- Pino Cacucci, San Isidro Futból, legge Valerio Mastandrea, musiche di Javier Girotto, Roma, Full Color Sound, 2007, SBN DDS0999315.
- Jean-Claude Izzo, Casino totale, legge Valerio Mastandrea, Roma, Emons Audiolibri, 2011, ISBN 978-88-95703-49-7.
- Mattia Torre, La linea verticale[12], legge Valerio Mastandrea, Audible Studios, 2020.

## Videoclip
- Banalità di Daniele Silvestri (1997)
- Supercafone di Piotta (1999)
- La descrizione di un attimo dei Tiromancino (2000)
- Due destini dei Tiromancino (2000)
- Bada dei Flaminio Maphia (2002)
- Solo per te di Riccardo Sinigallia (2003)
- Gino e l'Alfetta di Daniele Silvestri (2007)
- Guantanamera della Banda Bassotti (2003)
- Ciao Cuore di Riccardo Sinigallia (2018)

## Riconoscimenti
- David di Donatello
  - 2007 – Candidatura al miglior attore non protagonista per N - Io e Napoleone
  - 2009 – Candidatura al miglior attore protagonista per Non pensarci
  - 2010 – Miglior attore protagonista per La prima cosa bella
  - 2012 – Candidatura al migliore attore protagonista per Romanzo di una strage
  - 2013 – Miglior attore protagonista per Gli equilibristi
  - 2013 – Miglior attore non protagonista per Viva la libertà
  - 2016 – Candidatura al miglior attore protagonista per Perfetti sconosciuti
  - 2016 – Candidatura al miglior produttore per Non essere cattivo
  - 2017 – Candidatura al miglior attore protagonista per Fai bei sogni
  - 2017 – Miglior attore non protagonista per Fiore
  - 2018 – Candidatura al miglior attore protagonista per The Place
  - 2019 – Candidatura al miglior attore non protagonista per Euforia
  - 2019 – Candidatura al miglior regista esordiente per Ride
  - 2019 – Candidatura alla miglior sceneggiatura non originale per La profezia dell'armadillo
  - 2021 – Candidatura al miglior attore protagonista per Figli
  - 2022 – Candidatura al miglior attore non protagonista per Diabolik
  - 2024 - Candidatura al miglior attore protagonista per C'è ancora domani

- Mostra internazionale d'arte cinematografica di Venezia
  - 2002 – Premio Pasinetti come migliore attore per Velocità massima
  - 2012 – Premio Pasinetti come migliore attore per Gli equilibristi

- Nastro d'argento
  - 2016 – Nastro d'argento speciale per Perfetti sconosciuti
  - 2019 – Nastro d'argento al miglior regista esordiente per Ride
  - 2020 – Nastro d'argento 2020 per il miglior attore di film commedia per Figli
  - 2025 –  Nastro d'argento 2025 al migliore soggetto per Nonostante

- Ciak d'oro
  - 2008 – Miglior attore protagonista per Non pensarci[13]
  - 2013 – Migliore attore non protagonista  per Viva la libertà[14]
  - 2016 – Miglior produttore per Non essere cattivo[15]
  - 2023 – Candidatura al miglior attore protagonista per C'è ancora domani[16]

### Altri premi
- Bari International Film Festival
  - 2018 – Premio Gabriele Ferzetti per il miglior attore protagonista per Tito e Gli alieni[17]

- Festival cinematografico internazionale di Mosca
  - 2019 – Silver Saint George per la migliore regia[18]
  - 2019 – In concorso per il Golden Saint George

- Locarno International Film Festival
  - 1997 – Bronze Leopard per Tutti giù per terra[19]

- Premio Pasolini Pigneto
  - 2002 – Miglior attore per Velocità massima[20][21]

- Torino Film Festival
  - 2018 –  In concorso per la Selezione Ufficiale Torino 36[22]